# Balen
För andra betydelser, se Balen (olika betydelser).
"Balen" är en lång, berättande dikt, nästan som en novell, av Gustaf Fröding, utgiven i samlingen Nya dikter år 1894. Den skildrar hjärtskärande den förläste, filosofiske ynglingens öde på en bal på Frimurarelogen i Karlstad, där fröken Elsa Örn får representera den livslustiga ungdomen och skönheten.

## Förstudier
Dikten En slutbalsepisod, som publicerades i samlingen Ungdomsdikter, brukar räknas som en förstudie till Balen. Hit får också tidningskåseriet Oskarsbalen räknas. Kåseriet, som publicerades i Karlstads-Tidningen 5 december 1891, är signerat med Gustaf Frödings pseudonym Hans Sax. Kåseriet är skrivet med Frödings sedvanliga ironiska blick på överklassen i det småborgerliga Karlstad.